# Hans Stosberg

Hans Stosberg, 1955

Hans Stosberg (* 10. Februar 1903 in Lennep; † 2. Oktober 1989) war ein deutscher Architekt. Er war von 1941 bis 1943 Sonderbevollmächtigter für den Bebauungsplan der Stadt Auschwitz und von 1948 bis 1968 Leiter des Stadtplanungsamtes Hannover.

## Leben
Hans Stosberg war der Sohn Rudolf Stosbergs, der von 1897 bis 1921 Bürgermeister von Lennep war. Das Realgymnasium beendete Hans Stosberg 1922 in Hannover. Er begann sein Architekturstudium in München und schloss es an der Technischen Hochschule Hannover 1928 mit der Diplom-Prüfung ab.
Ab 1930 arbeitete er im Stadterweiterungsamt der Stadt Breslau. Ab dem 1. September 1933 war er Architekt und Geschäftsführer der „Stadt und Land Siedlung G.m.b.H.“ in Breslau. Am 1. Mai 1937 trat er in die NSDAP ein.
Im Dezember 1940 beauftragte ihn die Landesplanungsgemeinschaft Oberschlesien mit der Erarbeitung eines Raumordnungs- und Bebauungsplans für die Stadt Auschwitz. Dort hatte er als Chefarchitekt der „Siedlungs-Musterstadt“ weitreichende Befugnisse. Er ließ seinen Rathaus-Entwurf und sein Quartier im „Deutschen Gasthaus“ von Häftlingen erbauen und plante eine deutsche Musterstadt nach mittelalterlich-schlesischem Vorbild. Dafür musste die „Judenstadt“ mit 7.000 Menschen weichen. Für das KZ mit seinen bis zu 30.000 Zwangsarbeitern für das Chemiewerk der I.G. Farben sah Stosberg in seinem Raumordnungsplan eine „genügende Reservefläche“ vor. Im Namen der Stadtverwaltung führte er die Verhandlungen mit der I.G. Farben sowie regionalen und überregionalen Aufsichtsbehörden. Auf eine Neujahrsglückwunschkarte für seine „Gönner und Freunde“ zum Jahreswechsel 1941/42 ließ er folgenden Text drucken:
„Im Jahre 1341 bannten schlesische Streiter als Retter des Reiches den Mongolensturm bei Wahlstatt. Im gleichen Jahrhundert erstand Auschwitz als deutsche Stadt. Nach 600 Jahren wendet der Führer Adolf Hitler die Bolschewistengefahr von Europa. In diesem Jahr 1941 wurde der Aufbau einer neuen deutschen Stadt und die Wiederherstellung des alten schlesischen Ringplatzes geplant und begonnen.“
Im September 1943 wurde er zur Wehrmacht eingezogen, sein Nachfolger wurde der Kreisbaurat Nowack.
Nach dem Krieg plante Stosberg beim Wiederaufbau des zerstörten Hannover mit Stadtbaurat Rudolf Hillebrecht die autogerechte Stadt und war von 1948 bis 1968 als Baudirektor Leiter des Stadtplanungsamtes Hannover. Ab 1968 bearbeitete er in Arbeitsgemeinschaft mit seinem Sohn aus der Architektengemeinschaft Bahlo-Köhnke-Stosberg größere Bauvorhaben.

## Schriften
- Brückenkopf Breslau: Eine Untersuchung über die städtebaulichen Auswirkungen der in Schlesiens Hauptstadt zusammenströmenden Verkehrswege, ihren Ursprung, ihre Entwicklung und Bedeutung. Diss., Technische Hochschule Hannover 1933
- Rückblick und Ausblick. in: Planung und Aufbau in Hannover. Sonderdruck aus „baukunst und werkform die neue stadt“ 2/1956, S. 35
- Studie und Anregung zur Verkehrsplanung der Stadt München. München 1961
- Köln zwischen Dom und St. Aposteln. Vorschlag für eine kontinuierliche Fußgänger-Diagonale. Hannover 1969

## Dokumentarfilm
- Auschwitz war auch meine Stadt, Dokumentarfilm von Konstanze Burkard, D 2008, TV-Erstsendung am 18. Januar 2009, 3sat.[3] – Zeitzeugen erzählen, wie aus Oświęcim die Stadt des Schreckens wurde.[4]